# Làng Cù Lần
Làng Cù Lần là một điểm tham quan của du lịch Đà Lạt. Làng Cù Lần là một ngôi làng nhỏ rộng chừng 30 héc-ta nằm lọt thỏm giữa hàng ngàn héc-ta rừng nguyên sinh hoang dã dưới chân đỉnh núi LangBiAng trải rộng. Làng Cù Lần cách Hồ Xuân Hương 21 km, cách khu du lịch Suối Vàng 9 km vào hướng Suối Vàng - Suối Bạc. Dòng suối Bạc là dòng suối nằm trong Làng Cù Lần. Du khách đi qua tỉnh lộ 722, một trong những con đường đẹp nhất Việt Nam để đến Làng Cù Lần.

## Lịch sử
Làng tồn tại từ thập niên 60 của thế kỷ 20. Dân tộc K'Ho của làng ngoài việc canh tác, săn bắt, hái lượm còn sống bằng hai nghề chính là khai thác cây Cù Lần - chế tác thành con Cù Lần trừu tượng mang ra Hồ Xuân Hương bán cho du khách (người ta thường gọi là con CuLi hoặc con cù lần có bộ lông màu vàng có tác dụng y học trong việc cầm máu). Đồng thời, người K'Ho lúc bấy giờ cũng vào rừng "nhặt" con Cù Lần dễ thương, có đôi mắt đẹp nhất thế gian đem về nuôi hoặc bán cho du khách phương xa. Cù Lần là loài động vật hiền lành chủ yếu sống về đêm. (Ngày nay, Cù Lần được liệt vào loại động vật quý hiếm trong Sách Đỏ). Cù lần nổi tiếng hiền lành, khi gặp bất kỳ sự nguy hiểm nào thì Cù Lần nằm cuộn tròn lại dùng hai tay che kín đôi mắt quý giá của mình. Người ta chỉ việc "nhặt" lấy con Cù Lần bỏ vào gùi mang về. Dân làng ở đây hiền lành, mộc mạc và cũng rất cù lần dí dỏm nói rằng khi gặp nguy hiểm, Cù Lần che mắt lại để không nhìn thấy sự nguy hiểm mà đối với cù lần không thấy sự nguy hiểm là không có hiểm nguy gì cả, ai muốn làm gì thì làm.
Ngày nay Làng Cù Lần được Công ty GBQ đầu tư tôn tạo đưa vào khai thác du lịch. Làng Cù Lần phục vụ 5 mảng chính là đón khách tham quan, sân chơi teambuilding, căm trại, nghỉ dưỡng, nhà hàng và nhiều dịch vụ tuyệt vời gắn với thiên nhiên.
Làng Cù Lần chính thức đón khách vào giữa năm 2011 và lập tức trở thành sự kiện đẹp ngay trong năm đầu tiên, góp phần thay đổi diện mạo du lịch của Lâm Đồng, làm phong phú thêm các tour du lịch trong và ngoài nước đến Đà Lạt, Lâm Đồng. Đặc biệt Làng Cù Lần đã làm hài lòng hơn 1,5 triệu du khách trong 2 năm qua bằng chính sự Cù Lần, độc đáo của riêng mình.

## Hoạt động
Làng Cù Lần thành khu du lịch từ năm 2011 với tour xe jeep khám phá rừng xanh từng là "dịch vụ nổi bật". Bên cạnh đó còn có những hoạt động nổi bật khác:
- Khám phá khung cảnh thiên nhiên hoang sơ và cảm nhận cuộc sống của người dân tộc
- Tham quan làng Cù Lần bằng xe jeep
- Tham gia các trò chơi teambuilding như chèo thuyền, bắt cá
- Hoạt động đốt lửa trại, văn hóa cồng chiêng Tây Nguyên

Tuy nhiên, ngày 25/10, Sở Văn hóa, Thể thao và Du lịch tỉnh Lâm Đồng đã có công văn đề nghị Công ty CBQ tạm dừng các hoạt động kinh doanh du lịch, dịch vụ tại khu du lịch Làng Cù Lần do liên quan đến vụ lũ quét cuốn trôi ô-tô làm 4 du khách người Hàn Quốc tử vong. Từ ngày 16/12/2023, Làng Cù Lần chính thức hoạt động trở lại.